# Jos Willems (sportverslaggever)
Jos Willems is een voormalig radioverslaggever bij Sporza, waar hij meestal de wedstrijden van KVC Westerlo becommentarieerde. Hij staat vooral bekend om zijn inlevingsvermogen en enthousiasme bij voetbalwedstrijden. Mede hierdoor is hij bij voetbalsupporters haast tot een cultfiguur uitgegroeid.
Willems was voorheen actief bij de regionale Kempische televisiezender RTV. Naast sportjournalist is Willems ook directeur van Ronduit Magazine: een maandelijks magazine met 250.083 exemplaren.
In 2014 had hij in het Eén-programma Iedereen beroemd een wekelijkse rubriek waarin hij alledaagse taferelen becommentarieerde op de manier waarop hij dat voor het voetbal deed. In 2015 is hij samen met zijn vrouw een van de gezichten in Hallo televisie!, als een van de gezinnen die commentaar geven op de tv-programma's die ze bekijken.
In 2019 speelde hij in de film Rookie van Lieven Van Baelen een kleine rol als motorracecommentator.